# James Gordon Bennett Jr.
James Gordon Bennett Jr., menzionato anche come James Gordon Bennett Junior (New York, 10 maggio 1841 – Parigi, 14 maggio 1918), è stato un imprenditore statunitense.

## Biografia

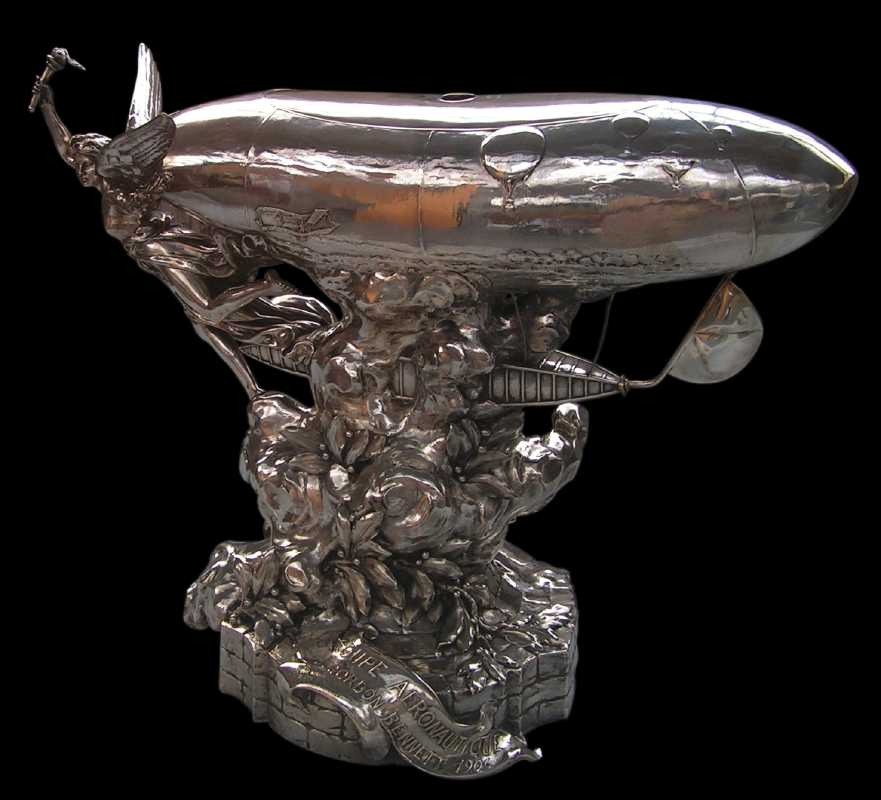
La coppa Bennett

Nato a New York, ereditò dal padre James Gordon Bennett Sr. il giornale New York Herald introducendo innovazioni tecnologiche e collegamenti tra le varie sedi e redazioni nel mondo. Appassionato di sport, promosse e finanziò numerose spedizioni, competizioni internazionali e trofei.
Tra questi il più noto è l'annuale Coppa Gordon Bennett, tradizionale competizione attiva ancor oggi e riservata ai soli aerostati a gas. Durante il suo viaggio a Napoli del 1909, regalò al Circolo Italia la coppa Lysistrata, tra le più antiche d'Europa, che prende il nome dal suo piroscafo Lysistrata.
Tra le spedizioni da lui finanziate sono da ricordare quella di Henry Morton Stanley in Africa alla ricerca di David Livingstone (1869-71), e quella di George Washington De Long al Polo Nord attraverso lo stretto di Bering (1879). DeLong in quel tragico viaggio sul vascello USS Jannette, scoprì le isole De Long e una di esse, Bennetta, la intitolò appunto a Bennett.